# Muscicapa aquatica
Muscicapa aquatica là một loài chim trong họ Muscicapidae.